# جائزة موناكو الكبرى 2016
جائزة موناكو الكبرى 2016 هو سباق فورمولا 1 أقيم بتاريخ 29 مايو 2016 في حلبة موناكو. كان السادس من أصل 21 في بطولة العالم لسباقات الفورمولا واحد موسم 2016. حلّ البريطاني لويس هاملتون أولا بينما جاء الأسترالي دانيل ريكاردو في المركز الثاني وحصل على المركز الثالث المكسيكي سيرجيو بيريز.